# Passenger Service Unit

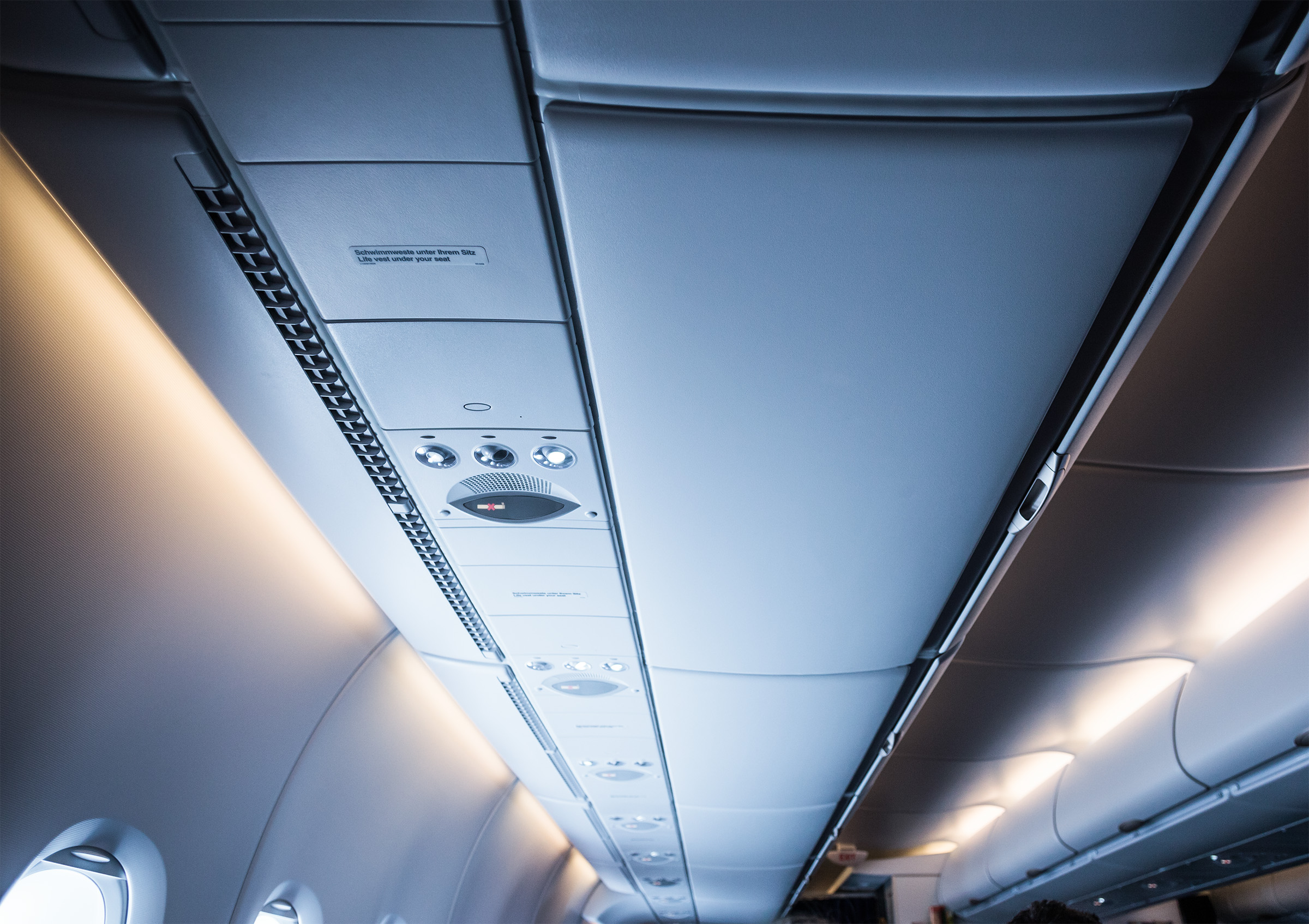
Passenger Service Units (PSU) in einer Flugzeugkabine (eines Airbus A380)

PSU ist die in der Luftfahrt gebräuchliche Abkürzung für Passenger Service Unit, also die „Passagier-Serviceeinheit“. Sie finden zum Teil auch in veränderter angepasster Form in Zügen, Bussen und Passagierschiffen Verwendung.

## Bestandteile
Diese ist in Großraumflugzeugen in der Druckkabine über jeder Passagiersitzreihe eingebaut. Sie beinhaltet unter anderem Leselampen, Sauerstoffmasken, die bei Druckabfall aus einer Öffnung fallen, sowie entsprechend aufleuchtende Hinweiszeichen, wie das Anschnallzeichen, die Nicht rauchen Anzeige und in manchen Flugzeugen auch ein Zeichen Zurück zum Platz. Außerdem befindet sich dort häufig noch ein Lautsprecher (Audio-Anlage) für die Durchsagen des Personals.